# Kanjac
Kanjac (lat. Serranus cabrilla) kod nas se još naziva i kanj, zubuša, kanica, kanjica, giričar, pljucavac. To je riba iz porodice Vučica (lat. Serranidae). Tijelo kanjca je izduženo i blago bočno spljošteno sa šiljatom njuškom. Boja kanjca varira ovisno o okolišu u kojem živi, trbuh mu je svijetle crvenkaste boje, odnosno blijedoružičaste. Bokovi i gornji dio su tamniji, a boja varira od narančasto-smeđe do tamno smeđe boje. Na bokovima ima tri vodoravne linije kao i niz okomitih svjetlijih pruga. Naraste do 40.0 cm duljine, a rijetki primjeri teže više od 300 grama. Kao i ostale ribe u rodu "vučice" tako je i kanjac predator, a najčešće se hrani rakovima, ribama i crvima, ali i svim drugim što mu dođe u njegovu blizinu. Stanište mu je raznoliko, a uvijek se nalazi na terenima na kojima mogu naći zaklon i na dubinama većim od 5 do 500 metara. Kanjac je hemafrodit, a razmožava se tijekom ljeta (u lipnju i srpnju u Jadranu).

## Zanimljivosti
Kanjac u obalnim krajevima ima svoju uporabu i u svakodnevnom govoru. Tako se može čuti da se za čovjeka koji ima izbuljene oči ili je razrogačio oči, kaže: gleda kako kanjac. Drugi, sličan primjer je da se začuđenog čovjeka, koji je zinuo pita: Što si zinu kako kanjac?! 

## Rasprostranjenost
Kanjac živi na području istočnog Atlantika od juga Britanije do Rta dobre nade, kao i oko otoka Azora, Madeire i Kanara. Može ga se naći i po cijelom Mediteranu i zapadnom dijelu Crnog mora. Postoje pokazatelji da živi i u Crvenom moru, premda to još nije sa sigurnošću dokazano.

## Poveznice
|  | Zajednički poslužitelj ima još gradiva o temi Kanjac |
|  | Wikivrste imaju podatke o taksonu Kanjac             |